# Románia az 1964. évi téli olimpiai játékokon
Románia az ausztriai Innsbruckban megrendezett 1964. évi téli olimpiai játékok egyik részt vevő nemzete volt. Az országot az olimpián 4 sportágban 27 sportoló képviselte, akik érmet nem szereztek.

## Biatlon
| Versenyző           | Lövőhiba      | Időeredmény   | Helyezés      |
| ------------------- | ------------- | ------------- | ------------- |
| Nicolae Bărbăşescu  | nem ért célba | nem ért célba | nem ért célba |
| Constantin Carabela | 0             | 1:30:59,0     | 14.           |
| Gheorghe Cimpoia    | 3             | 1:35:44,6     | 27.           |
| Wilhelm György      | 2             | 1:26:18,0     | 5.            |

## Bob
| Versenyző                                                       | Versenyszám | 1. futam | 1. futam | 2. futam | 2. futam | 3. futam | 3. futam | 4. futam | 4. futam | Összesítés | Összesítés |
| Versenyző                                                       | Versenyszám | Idő      | Hely.    | Idő      | Hely.    | Idő      | Hely.    | Idő      | Hely.    | Idő        | Helyezés   |
| --------------------------------------------------------------- | ----------- | -------- | -------- | -------- | -------- | -------- | -------- | -------- | -------- | ---------- | ---------- |
| Ion Panțuru Hariton Paşovschi                                   | Kettes      | 1:07,74  | 17.      | 1:06,97  | 10.      | 1:06,92  | 12.*     | 1:07,47  | 14.      | 4:29,10    | 13.        |
| Alexandru Oancea Constantin Cotacu                              | Kettes      | 1:07,31  | 13.      | 1:08,93  | 18.      | 1:06,75  | 10.*     | 1:07,26  | 12.      | 4:30,25    | 15.        |
| Ion Panțuru Gheorghe Maftei Constantin Cotacu Hariton Paşovschi | Négyes      | 1:04,70  | 15.      | 1:04,89  | 15.      | 1:05,05  | 12.      | 1:05,16  | 13.      | 4:19,80    | 15.        |

* - egy másik csapattal azonos eredményt ért el

## Jégkorong
| Román férfi jégkorongcsapat-játékoskeret                                                   | Román férfi jégkorongcsapat-játékoskeret                                                                | Román férfi jégkorongcsapat-játékoskeret                                 |
| ------------------------------------------------------------------------------------------ | --- | ------------------------------------------------------------------------ |
| - Nicolae Andrei - Anton Biro - Anton Crişan - Czaka Zoltán - Ion Ferenz - Iulian Florescu | - Andrei Ioanovici - Ştefan Ionescu - Alexandru Calamar - Dan Mihăilescu - Adalbert Naghi - Eduard Pană | - Iosef Sofian - Szabó Géza - Iuliu Szabo - Ion Țiriac - Dezideriu Varga |

### Eredmények
Selejtező
| 1964. január 28. | Egyesült Államok (USA) | 7 – 2 (1–0, 3–1, 3–1) | Románia | Innsbruck |

|  |  |  |  |  |
|  |  |  |  |  |
|  |  |  |  |  |
|  |  |  |  |  |

Helyosztó csoportkör
| 1964. január 30. | Lengyelország (POL) | 6 – 1 (2–0, 2–1, 2–0) | Románia | Innsbruck |

|  |  |  |  |  |
|  |  |  |  |  |
|  |  |  |  |  |
|  |  |  |  |  |

| 1964. január 31. | Japán (JPN) | 6 – 4 (1–1, 0–1, 5–2) | Románia | Innsbruck |

|  |  |  |  |  |
|  |  |  |  |  |
|  |  |  |  |  |
|  |  |  |  |  |

| 1964. február 2. | Románia (ROU) | 5 – 5 (2–1, 1–3, 2–1) | Jugoszlávia | Innsbruck |

|  |  |  |  |  |
|  |  |  |  |  |
|  |  |  |  |  |
|  |  |  |  |  |

| 1964. február 5. | Ausztria (AUT) | 2 – 5 (1–0, 1–4, 0–1) | Románia | Innsbruck |

|  |  |  |  |  |
|  |  |  |  |  |
|  |  |  |  |  |
|  |  |  |  |  |

| 1964. február 6. | Norvégia (NOR) | 4 – 2 (1–0, 1–2, 2–0) | Románia | Innsbruck |

|  |  |  |  |  |
|  |  |  |  |  |
|  |  |  |  |  |
|  |  |  |  |  |

| 1964. február 8. | Románia (ROU) | 6 – 2 (1–1, 3–0, 2–1) | Olaszország | Innsbruck |

|  |  |  |  |  |
|  |  |  |  |  |
|  |  |  |  |  |
|  |  |  |  |  |

| 1964. február 9. | Románia (ROU) | 8 – 3 (3–2, 3–1, 2–0) | Magyarország | Innsbruck |

|  |  |  |  |  |
|  |  |  |  |  |
|  |  |  |  |  |
|  |  |  |  |  |

Végeredmény
| Csapat        | M | Gy | D | V | G+ | G– | Gk  | P  |
| ------------- | - | -- | - | - | -- | -- | --- | -- |
| Lengyelország | 7 | 6  | 0 | 1 | 40 | 13 | +27 | 12 |
| Norvégia      | 7 | 5  | 0 | 2 | 40 | 19 | +21 | 10 |
| Japán         | 7 | 4  | 1 | 2 | 35 | 31 | +4  | 9  |
| Románia       | 7 | 3  | 1 | 3 | 31 | 28 | +3  | 7  |
| Ausztria      | 7 | 3  | 1 | 3 | 24 | 28 | –4  | 7  |
| Jugoszlávia   | 7 | 3  | 1 | 3 | 29 | 37 | –8  | 7  |
| Olaszország   | 7 | 2  | 0 | 5 | 24 | 42 | –18 | 4  |
| Magyarország  | 7 | 0  | 0 | 7 | 14 | 39 | –25 | 0  |

| Csapat  | Helyezés |
| ------- | -------- |
| Románia | 12.      |

## Sífutás
Férfi
| Versenyző        | Versenyszám | Eredmény  | Helyezés |
| ---------------- | ----------- | --------- | -------- |
| Gheorghe Bădescu | 15 km       | 56:29,6   | 39.      |
| Gheorghe Bădescu | 30 km       | 1:46:54,5 | 54.      |